# Tadeusz Miller
Tadeusz Miller (ur. 28 września 1915 we Lwowie, zm. 23 lipca 1947 koło Szczecina) – polski piosenkarz.

## Życiorys
Do szkoły muzycznej i gimnazjum uczęszczał w Bojanowie koło Leszna. Rozpoczął studia w Akademii Handlu Zagranicznego, ale wybuch wojny spowodował, że studiów nie ukończył. W czasie II wojny światowej działał w konspiracji. Ranny pod koniec powstania warszawskiego.
Karierę artystyczną rozpoczął po II wojnie światowej jako solista rozgłośni szczecińskiej Polskiego Radia. We wrześniu 1946 nawiązał kontakt z Poznańską Fabryką Płyt Gramofonowych Mewa Mieczysława Wejmana i rozpoczął nagrywanie płyt (wydawanych z etykietami „Melodje”). Nagrał około 60. piosenek. Stylem i barwą głosu zbliżony nieco do Mieczysława Fogga, śpiewał również piosenki z jego repertuaru, np. „Jesień” czy „Zapomniana piosenka”. Miał także w repertuarze sporo piosenek czeskich i amerykańskich (z polskimi tekstami). Najczęściej współpracował z Zespołem Jazzowym Charlesa Bovery'ego, a przy nagrywaniu repertuaru tradycyjnego towarzyszyła mu orkiestra wytwórni Mewa pod dyr. Mieczysława Paszkieta. Mieszkając na stałe w Szczecinie dojeżdżał na nagrania do Poznania, często motocyklem. I właśnie tragiczny wypadek motocyklowy w lipcu 1947, w trakcie powrotu do domu, położył kres jego dobrze rozwijającej się karierze. Pochowany został na cmentarzu Centralnym w Szczecinie. Na początku lat 50. część nagrań T. Millera dla Mewy została przekopiowana i wydana jako płyty Polskich Nagrań.

### Repertuar (wybór)
- „Idziemy znów Nowym Światem” (W. Dunin-Brzeziński)
- „Dziewczyno” (Władysław Szpilman – Roman Sadowski)
- „Bajeczki śpią” (J. Konowalski, J. Markowski – Stefania Grodzieńska)
- „Niebieska Niedźwiedzica” (A. Kopyciński – M. Rusinek)
- „Pieśń o matce” (Z. Białostocki – J. Wrzos)
- „Konik polny” (K. Behounek – A. Jaksztas)
- „Zapomniana piosenka” (J. Markowski – A. Antoniewicz)
- „Niebieskie róże” (M. Mierzejewski – K. Jaroszowa)
- „Powiedz, czy chcesz mnie kochać” (R. Stolzenberg – Z. Drabik)
- „Mały biały domek” (Z. Lewandowski – W. Gen)
- „Kwiat paproci” (J. Kuk – J. Gillowa)
- „Zielony kapelusik” (J. Markowski – Zdzisław Gozdawa)
- „Wszystkiego się mogłem po tobie spodziewać” (J. Markowski – A. Antoniewicz)
- „Miłość i smutek” (P. Filonei – J. Gillowa)
- „Bo jedno serce” (P. Filonei – Z. Walicka)
- „Domek na lodzie” (K. Behounek – J. Tomski)
- „Pół godzinki z tobą” w duecie z Ch. Boverym (E. di Lazarro – J. Tomski)
- „Portowe światła” (Williams, Kennedy – H. Herold)
- „Zwiędła chryzantema” (H. Warren – Wacław Stępień)
- „Twój uśmiech” (B. Nikodem – J. Gillowa)
- „Bluzeczka zamszowa” (J. Markowski – K. Lipczyński)
- „Ania” (E. Rybkowski – E. Fiszer)
- „Czy pamiętasz tę noc w Zakopanem” (Zygmunt Karasiński, Szymon Kataszek – Aleksander Jellin)
- „Pójdź, pójdź, pójdź” (E. Ciesielski)
- „Sentymentalny Joe” (B. Green, N. Brown – Z. Walicka)
- „Wczoraj” (Menniconi – J. Lipski)
- „Serenada włóczęgi” (A. Versma – ?)
- „Jesień” (J. Konowalski, J. Markowski – A. Pawłowiczówna)
- „Gdy fiołki zakwitną na wiosnę” (M. Obst – J. Sikorski)
- „Walc na niepogodę” (J. Markowski – Z. Gozdawa)
- „Tango Notturno” (H. O. Borgmann – J. Lipski, W. Szlengel)
- „Hm, hm oczarowałaś mnie” (L. Korbar – A. Jaksztas)
- „Obojętne” (T. Kwieciński – R. Kwiatkowski)
- „Nie odchodź” (A. Jindra – J. Tomski)
- „Uśmiech przez łzy” (Jerzy Harald – Maciejka)
- „Za siódmą górą” (R. Noble – J. Gillowa)
- „Pedro” (C. Żak – Z. Drabik)
- „Gdy orkiestra gra” (M. Obst)
- „Śpij syneczku” (W. Elektorowicz – Z. Drabik)

## Dyskografia (wybór)

### wytwórniaMelodje: 10" single 78 obr./min.
- Czy pamiętasz tę noc w Zakopanem / Pedro (Melodje 113), wyd. 1947